# Otto – Der Film
Série
Otto – Der neue Film
(1987)
Pour plus de détails, voir Fiche technique et Distribution.
Otto – Der Film est un film allemand réalisé par Otto Waalkes et Xaver Schwarzenberger, sorti en 1985.
Cette adaptation de spectacles de l'humoriste Otto Waalkes est le film germanophone le plus vu en Allemagne (depuis les débuts de la mesure de l'audience au cinéma en 1980). On estime le nombre de spectateurs à 14.5 millions (8.8 M en Allemagne de l'ouest, 5.7 à l'est).

## Synopsis
Des décombres flottent à la surface de l'eau d'une cuvette de WC, soudain apparaît Otto. Il nous explique vouloir raconter l'histoire de sa vie et les circonstances qui l'ont amené à cette situation.
Otto grandit en Frise orientale sous l'aile de sa mère parfois trop attentive, jusqu'au jour où il se décide à tenter sa chance dans la grande ville. Il demande conseil à Shark, un usurier graveleux, qui laisse au naïf Otto un capital de départ contre un contrat douteux. Otto signe sans regarder le contrat après que Shark lui a conseillé de ne pas lire les petits caractères, ce qui lui ferait mal aux yeux.
Habitant une chambre de bonne au dernier étage et avec une auto peu solide, il crée sa société, "OSSI" alias "Ottis Super-Service International", dont le but est qu'il donne ses idées à ceux qui n'en ont pas. Son premier client arrive très vite : un patron a des problèmes avec des springboks qu'il veut transférer par bateau d'Allemagne en Afrique. Pour enlever son inquiétude que les animaux sautent par-dessus bord, Otto a une réponse sous le coude : les springboks seront maintenus au sol avec des seaux de ciment au bout des pattes. Il part chercher le matériel nécessaire à un chantier de construction. Dans le même temps, le millionnaire jet-setteur Ernesto et sa fiancée Silvia viennent voir les travaux de leur future maison. Silvia chute mais est récupérée par Otto qui tient un sac de ciment. Otto, qui se croit accusé, s'enfuit. De retour chez lui, Shark vient lui réclamer 9 876,50 Deutsche Marks, conformément aux petits caractères du contrat, qu'Otto n'a naturellement pas. Shark lui accorde un délai.
Silvia se révèle bientôt être la fille de l'inaccessible Konsulin von Kohlen und Reibach, une aristocrate fortunée. Otto y voit cela l'opportunité d'obtenir le montant nécessaire à payer, et accepte l'invitation à une réunion dans la villa aristocratique. Un peu plus tard, Otto voit à l'intérieur des choses comme la bague d'Ernesto ou un trophée de chasse valant exactement 9 876,50 DM. Mais l'ange de sa bonne conscience et le diable de sa mauvaise conscience apparaissent pour le convaincre puis se disputent et se battent, Otto s'agite alors comme un fou, Konsulin demande qu'on vire le sauveur de sa fille. En fait, Otto est amoureux de Silvia et n'a pas voulu lui montrer qu'il pouvait être un voleur. Il lui fait une déclaration d'amour d'après un livre de conseils mais se prend un énorme râteau. Il récupère la récompense pour son sauvetage, une bouteille de vin luxueuse qu'il partage avec un clochard, sans se rendre compte qu'elle est estimée à la hauteur de sa dette.
Otto se relève à nouveau et décide, après s'être échappé sous le nez de l'usurier Shark, de commencer une nouvelle vie avec Silvia. Il se retrouve dans un braquage mené par les gangsters Sonnemann et Haenlein, qu'il conseille d'après ses notes personnelles de prendre dix fois la somme qui lui est réclamée, soit 98 765 DM. Il voit Silvia et sa mère dans un salon de coiffure et se fait pour passer pour un coiffeur afin d'avoir une conversation. Il apprend alors qu'elles vont prendre l'avion pour aller dans la résidence secondaire d'Ernesto à Rio de Janeiro. Otto se faufile secrètement à bord du vol, où il reconnaît parmi les passagers Sonnemann et Haenlein. Lorsque Interpol avertit le commandement de leur présence à bord, les braqueurs assomment l'équipage et détournent l'avion. Otto parvient à les neutraliser et prend les manettes du Jumbo Jet. Dans la panique générale, Otto et Silvia se retrouvent ensemble, Ernesto leur avoue qu'il est en fait un imposteur fauché prénommé Harald. Otto tente ensuite de poser l'avion sur un porte-avions qu'il croit être la piste de l'aéroport de Rio - d'où tous ces débris qui flottent sur la mer.
Otto et les autres survivants de l'accident trouvent refuge sur une île isolée peuplée par les Karneval. Otto et Silvia se mettent en couple.

## Fiche technique
- Titre : Otto – Der Film
- Réalisation : Otto Waalkes et Xaver Schwarzenberger assistés de Gabriela Bacher
- Scénario : Bernd Eilert, Robert Gernhardt, Peter Knorr, Otto Waalkes
- Musique : Herb Geller
- Direction artistique : Hans-Jürgen Kiebach, Henry Nielebock
- Costumes : Barbara Naujock
- Photographie : Xaver Schwarzenberger
- Effets spéciaux : Theo Nischwitz
- Son : Norbert Lill, Gero von Gerlach
- Montage : Jutta Hering
- Production : Horst Wendlandt
- Sociétés de production : Rialto Film, Ruessel Video & Audio
- Société de distribution : Tobis-Tonbild-Syndikat
- Pays d'origine :  Allemagne de l'Ouest
- Langue : allemand
- Format : Couleurs - 2,35:1 - Mono - 35 mm
- Genre : Comédie
- Durée : 85 minutes
- Dates de sortie :
  - République fédérale d'Allemagne : 18 juillet 1985.
  - République démocratique allemande : 24 juillet 1986.

## Distribution
- Otto Waalkes : Otto, sa bonne conscience, sa mauvaise conscience ; la voix des parents d'Otto et du coiffeur M. Astrid
- Jessika Cardinahl (de) : Silvia von Kohlen und Reibach
- Sky du Mont: Ernesto/Harald
- Peter Kuiper (de) : Shark
- Elisabeth Wiedemann (de) : Konsulin von Kohlen und Reibach
- Andreas Mannkopff : Haenlein
- Gottfried John : Sonnemann
- Karl Lieffen : Flopmann
- Tilly Lauenstein : Dame
- Karl Schönböck : Bodo, prince de Marckbiss
- Johannes Heesters : le clochard
- Eric Vaessen (de) : Butler Jean
- Erich Bar (de) : Rocker Werner
- H. H. Jochmann : Général Stussner
- Hans Nitschke (de) : le travailleur de la construction
- Karl-Ulrich Meves (de) : l'employé de banque.
- Renate Muhri (de) : l'employé de banque.
- Herbert Weißbach (de) : l'interpelleur de la maison de retraite.
- Lutz Mackensy (de) : le client aux springboks
- Günther Kaufmann : le soldat américain
- Horst Tomayer : le commissaire
- Panos Papadopulos : Stavros
- Violetta Tarnowska Bronner (de) : la chanteuse Anneliese Grünenthaler
- Johannes Grützke : le père Mehlig
- Willem : le barman
- Wolfgang Kleff : le coiffeur M. Astrid
- Eberhard Feik (de) : le cuisinier
- Wolfram Odebrecht : le garde forestier

## Source de traduction
- (de) Cet article est partiellement ou en totalité issu de l’article de Wikipédia en allemand intitulé « Otto – Der Film » (voir la liste des auteurs).